# 薩姆伯奇角
76°14′S 69°40′W / 76.233°S 69.667°W
薩姆伯奇角（英語：Cape Zumberge）是南極洲的海岬，位於帕爾默地，由美國的探險隊發現，該海岬以美國冰川學家命名，現時由南極條約體系管理。